# Tinajo (gemeente)
Tinajo is een gemeente in de Spaanse provincie Las Palmas in de regio Canarische Eilanden met een oppervlakte van 135 km². Tinajo telt 5.924 inwoners (1 januari 2016). De gemeente ligt op het eiland Lanzarote.
In dit noordwestelijk gelegen gebied op Lanzarote vindt wijnbouw plaats. Om de druivenranken tegen de voortdurend harde wind te beschermen worden deze in kuilen geplant. Deze kuilen zijn aan de zijde van de meest heersende windrichting voorzien van een muurtje lavablokken. Dit wijnbouwgebied La Geria strekt zich uit naar zuidelijker gemeenten.

## Plaatsen in de gemeente
De gemeente omvat de volgende plaatsen (inwonertal 2007):
- Tinajo (2.809)
- Mancha Blanca (752)
- La Santa (866)
- La Vegueta (709)
- El Cuchillo (452)

## Demografische ontwikkeling
Bron: INE, 1857-2011: volkstellingen
Arrecife · Haría · San Bartolomé · Teguise · Tías · Tinajo · Yaiza